# Williams Pinball Controller
Williams Pinball Controller (WPC) är en arkadmaskin som används av ett flertal flipperspel designade av Williams och Midway, mellan 1990 och tidigt 1999. FunHouse (designat av Pat Lawlor) var det första flipperspelet att använda WPC.